# Oosterparkkerk

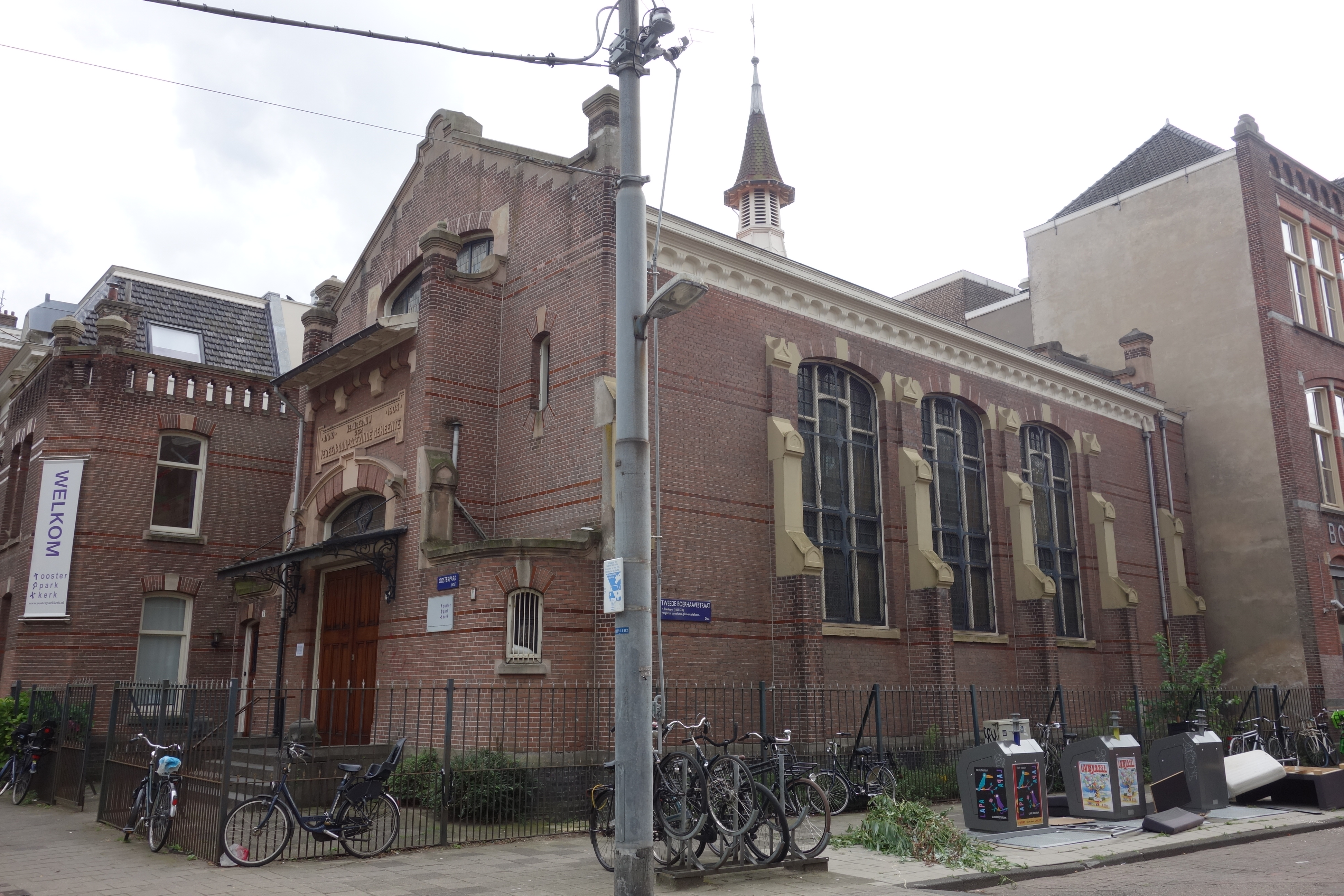
Voor- en zijaanzicht Oosterparkkerk, juli 2017

De Oosterparkkerk is gelegen aan de westzijde van het Oosterpark in Amsterdam, in de Oosterparkbuurt.

## Geschiedenis
Architect Abraham Salm (1857-1915) ontwierp in 1902 – in opdracht van de Doopsgezinde Gemeente Amsterdam – een eenvoudige zaalkerk met kosterswoning op de hoek van het Oosterpark en de Tweede Boerhaavestraat. De Doopsgezinde Gemeente gebruikte deze tweede kerk naast de Singelkerk, die nog steeds in gebruik is. Salm ontwierp voor 1900 vooral in een eclectische stijl. Daarna werd hij beïnvloed door nieuwere stijlen zoals de jugendstil, die bij de Doopsgezinde Oosterparkkerk ook is toegepast. Het gebruik van verschillende boogvormen in de muuropeningen is in meerdere werken van Salm terug te zien. Vaak maakte hij gebruik van natuursteen in zijn ontwerpen.
Dit eerste plan kon niet worden uitgevoerd, doordat de grens tussen het perceel en de in aanbouw zijnde school ernaast niet de juiste bleek te zijn. Op basis van het Raadsbesluit van 24 december 1902 gaf Burgemeester en Wethouders van Amsterdam op 21 januari 1903 toestemming voor de bouw van een kerk, kosterswoning en consistoriekamer. In de maanden daarna is nog een aantal wijzigingen aangebracht die in een gewijzigde vergunning op 17 april 1903 zijn vastgelegd. Na deze aanpassingen werd de kerk toch gebouwd en ingewijd in op donderdag 15 september 1904.  Omdat de doopsgezinde gemeente uit 5.000 leden bestond, ”had de kerkenraad, teneinde wanordelijkheden en teleurstelling te voorkomen, goedgevonden de eenvoudige plechtigheid op een werkdag en in besloten kring te doen plaats hebben.” Zowel de Kleine Courant als de Zondagsbode berichten over de opening.
Ds. W.I. Leendertz ging voor en hield een rede over de doopsgezinden in Amsterdam, die “in de eerste eeuwen van hun bestaan slechts nieuwe vergaderplaatsen bouwden of in gebruik namen, als zij om allerlei geschil en verschil zich van elkaar afscheidden.” Uiteindelijk waren er 14 vermaningen in Amsterdam, voordat in 1801 de Vereenigde Doopsgezinde Gemeente tot stand kwam. Haar enige kerkgebouw, de Singelkerk, bood onvoldoende ruimte. Een tweede kerk, de Oosterparkkerk, was noodzakelijk.
De Amsterdamse afdeling van het Nederlands Bijbelgenootschap had haar belangstelling in de kerk getoond en "een fraaie kwarto-bijbel voor den kansel, een dito in kleiner formaat voor de voorlezers-lessenaar en 70 in rood marokijn gebonden kerkboeken ten geschenke gegeven."
De consistorie bevatte een schoorsteenmantel met inscriptie, geschonken door de architect: "Een anderen grondslag kan niemand leggen, dan die gelegd is, welke is Jezus Christus; doch een ieder zie toe, hoe hij er op bouwt" (1 Kor. 3:11)
Tot midden jaren 1970 is de kerk in gebruik geweest bij de Doopsgezinde Gemeente. Het aantal kerkgangers liep zover terug dat het kerkgebouw verkocht moest worden. De afscheidsdienst onder leiding van ds. F.R. van der Meulen was in 1976, twee jaar na het 70-jarig bestaan. Daarna werd de Gereformeerde Kerk (vrijgemaakt) eigenaar en gebruiker van het kerkgebouw. De eigendomsakte passeerde in 1977.

## Exterieur
De vrije gevels op de hoek liggen iets achter de rooilijn, zodat een kleine 'voorhof' ontstaat tussen de smeedijzeren hekken en het gebouw. Op die wijze neemt de kerk een herkenbare plaats in tussen de overige bebouwing. De bakstenen gevels zijn verlevendigd met banden van bruin verglaasde bakstenen en natuurstenen lijsten en ornamenten. De banden lopen door in de gevel van de woning. De brede voorgevel is afgewerkt met natuurstenen lijst. Op de hoeken en op de top staan geornamenteerde pinakels. De hardstenen bordestrap leidt naar de dubbele toegang onder een smeedijzeren luifel. Beschermd door een tweede luifel is op een natuurstenen plaquette de naam en de bouwdatum aangebracht. Aan weerszijden bevinden zich smalle vensters met halfronde boven- en onderdorpels. Glas-in-loodramen tussen getrapte en met natuursteen afgewerkte steunberen sieren de zijgevel. Midden op het dak staat een dakruiter.
Langs de rechter zijgevel en voor de voorgevel van de kerk was het perceel met een stalen hek afgescheiden van het trottoir. Het hekwerk dat in 2020 is verwijderd, is voor 1983 geplaatst. Van oorsprong stond op dezelfde plaats een smeedijzeren hek op een laag, gemetseld muurtje. Het smeedijzeren hek had jugendstil details die pasten bij de vormgeving van de luifel boven de hoofdentree. Dit hek is nog op een foto uit 1941 te zien en in het artikel in de Zondagsbode uit 1904 wordt het hek genoemd. De afbeelding van 1971 laat zien dat de afscheiding is verwijderd.

## Interieur
De kerk is uitgevoerd met een breed gestuct troggewelf. Het voorportaal, met aan weerskanten gewelfde doorgangen naar de kerkruimte, draagt een galerij. Een hoog podium tegenover de ingang bood destijds plaats aan de kansel en de avondmaalstafel en ook aan twee grote kachels, die ieder tegen een zijwand stonden. Achter het podium was nog een aparte ruimte voor het orgel. Hiermee camoufleerde Salm de schuingeplaatste buitenmuur, die tegen de school staat. Via kleine doorgangen, die eenvoudig vanaf het podium toegankelijk zijn, is het orgel met de speeltafel bereikbaar.
Door de nieuwe gebruiker werden in 1975 het podium, de banken en de preekstoel vervangen. In 1995 is de kerk in de oorspronkelijke kleuren geschilderd. In het eerste decennium van de eenentwintigste eeuw werd het podium en het liturgisch centrum opnieuw ingericht. Ook werd de kosterswoning verbouwd, enkele kamers kwamen zo beschikbaar voor activiteiten van de gemeente.
Tussen 2020 en 2022 werd de kerk grondig gerenoveerd, waarbij ook een uitbouw van de keuken en consistorie kon worden gerealiseerd.

## Orgel
Het orgel werd in 1904 gebouwd door orgelbouwer Michaël Maarschalkerweerd. Het kreeg in 1921 een windmachine. Tot die tijd moest een treder het orgel aanjagen. Voor de organist was de machine een verbetering; hij kon studeren wanneer hij dat wilde en zonder problemen meewerken aan uitvoeringen of bijzondere diensten. Bovendien beschikte hij over een constante luchtstroom door de regelmatig werkende machine.
In 1958 restaureerde de firma Willem van Leeuwen (Leiderdorp) het orgel en wijzigde daarbij de dispositie. Dat gebeurde nogmaals in 1971, nu door Adema's Kerkorgelbouw (Amsterdam). In 2008 reviseerde Flentrop Orgelbouw het orgel. Ondanks de wijzigingen bleef de technische structuur van het orgel grotendeels bewaard.

## Gebruik
De Oosterparkkerk is in bezit van de Nederlandse Gereformeerde Kerk van Amsterdam, de voortzetting van de vrijgemaakt-gereformeerde kerk die in de jaren zeventig de kerk kocht. Iedere zondag en op kerkelijke feestdagen wordt er een kerkdienst gehouden. Verschillende Spaans- en Chineestalige kerkgemeenschappen maken eveneens gebruik van de kerk voor hun kerkdiensten. 
De kerkzaal kan worden gehuurd voor evenementen en is officieel erkend als trouwlocatie van de gemeente Amsterdam.